# Dasypolia fani
Dasypolia fani är en fjärilsart som beskrevs av Otto Staudinger 1892. Dasypolia fani ingår i släktet Dasypolia och familjen nattflyn. Inga underarter finns listade i Catalogue of Life.